# Tribunal du contentieux de l'incapacité
Ne doit pas être confondu avec Tribunal des affaires de Sécurité sociale.
Le tribunal du contentieux de l'incapacité est une ancienne juridiction française siégeant auprès de chaque direction régionale de la Sécurité Sociale. Il était composé de magistrats, fonctionnaires, travailleurs salariés, employeurs ou travailleurs indépendants, de médecins.
Ces tribunaux sont les successeurs des « commissions régionales instituées dans le ressort de chaque direction régionale des affaires sanitaires et sociales », via l'article 80 de la loi n° 94-43 du 18 janvier 1994 relative à la santé publique et à la protection sociale.
La loi du 18 novembre 2016 de modernisation de la justice du XIXe siècle a supprimé cette juridiction à partir du 1er janvier 2019. Le contentieux est alors traité par les tribunaux de grande instance spécialement désignés, au sein de pôles sociaux.
Depuis le 1er janvier 2020, ce contentieux est traité par le pôle social de chaque tribunal judiciaire.

## Compétence
Le tribunal du contentieux de l'incapacité traitait le contentieux technique, c'est-à-dire des contentieux d'ordre médical : invalidité, incapacité au travail et inaptitude.
Il jugeait les décisions intéressant les adultes, relatives à :
- l'état ou aux taux d'invalidité ou d'incapacité de travail liée aux accidents du travail et aux maladies professionnelles,
- la désignation des établissements de rééducation, de reclassement, d'accueil des adultes handicapés ou de placement en atelier protégé ou en centre d'aide par le travail.

Il jugeait les décisions intéressant les enfants, relatives à :
- l'attribution de l'allocation d'éducation spéciale et de la carte d'invalidité en fonction de l'appréciation du taux d'invalidité,
- l'orientation des mineurs handicapés vers les établissements de l'éducation spéciale.

Il jugeait certaines décisions des CRAM relatives à l'état ou au degré d'invalidité ou d'incapacité, et à l'appréciation de l'état d'inaptitude à l'égard des avantages de vieillesse.
Il jugeait les décisions prises par les commissions de recours amiable (CRA).